# Ambasciatori del Baden in Russia
L'ambasciatore del Baden in Russia era il primo rappresentante diplomatico del Baden in Russia.
Le relazioni diplomatiche iniziarono ufficialmente nel 1783 e rimasero attive sino alla costituzione della Confederazione Germanica del nord nel 1867 e poi dell'Impero tedesco nel 1871 quando le funzioni di rappresentanza del Baden vennero assorbite dall'ambasciatore tedesco in Russia.

## Elettorato del Baden
- 1783–1800: Friedrich Albrecht von Koch (1740–1800), Chargée d'affaires

## Granducato di Baden
- 1818–1819: Friedrich von Blittersdorf (1792–1861)

1819–1850: Interruzione delle relazioni diplomatiche
- 1850–1871: Konstantin von Fehleisen (1804–1870)

1871: Chiusura dell'ambasciata